# Семякин, Константин Романович
Константин Романович Семякин (17 мая 1802 — 4 февраля 1867) — русский военачальник, генерал от инфантерии (27.03.1866), участник Польской кампании 1831 года, Венгерского похода 1849 года и обороны Севастополя.

## Биография
Происходил из дворян Киевской губернии. Получив воспитание и образование во 2-м кадетском корпусе, в 1820 г., восемнадцати лет от роду, был выпущен на службу прапорщиком, с назначением в 16-ю артиллерийскую бригаду. Прослужив в ней семь лет и состоя в чине подпоручика, он был переведён в лёгкую № 3 роту 17-й артиллерийской бригады, в составе которой выступил в 1828 г. на театр военных действий в Европейскую Турцию. В начале июня 17-я артиллерийская бригада (находившаяся в отряде генерала Корнилова) была направлена к крепости Журже. Здесь, на первых же порах, Семякину пришлось производить инструментальную съёмку окрестностей этой крепости, а затем во всё время осады принимать участие в отражении турецких вылазок. За отличие, оказанное им при этом, он был произведён в поручики, а в конце года был прикомандирован к Генеральному штабу с оставлением при штабе войск, расположенных на левой стороне Дуная, причём находился при блокаде крепости Силистрии. В начале следующего года Семякин был назначен исправлять должность отрядного квартирмейстера в войсках, блокировавших крепость Турно, 13 января (в отряде Малиновского) участвовал при взятии штурмом крепости Кале, а затем при занятии форштадта крепости Турно и за отличие в этих делах был награждён Высочайшим благоволением. 17 марта он был переведён в Генеральный штаб с назначением состоять при 4-м резервном кавалерийском корпусе. 2 мая и 19 июня он участвовал при отражении сильных неприятельских вылазок из Журжи и за храбрость и распорядительность, оказанные им при этом, был награждён орденом Святой Анны 3-й степени с бантом. После сдачи Силистрии, Семякин был командирован в качестве комиссара в эту крепость для приёма больных и раненых военнопленных турок и для отправления их в крепость Рущук. Затем, в продолжение того же года, он находился на топографических работах в княжестве Валахии и в западной Болгарии и на глазомерной съёмке окрестностей города Габрова. По окончании турецкой войны Семякин по воле начальства, был переведён в штаб 3-го армейского корпуса.
В 1830 году вспыхнуло Польское восстание. Войска 3-го армейского корпуса, находившиеся под начальством генерал-адъютанта Ридигера, были расположены в Волынской губернии. 6 и 7 апреля 1831 г., при местечке Боремле на реке Стырь, произошёл двухдневный бой войск Ридигера с поляками, предводимыми Дверницким. За отличие, оказанное в этом бою, Семякин был награждён орденом Святого Владимира 4-й степени с бантом. После сражения при Боремле отряд генерала Ридигера безостановочно преследовал поляков и 15 апреля при Люлинской корчме, на границе Галиции, поляки были отрезаны от Подолии и Волыни, и Дверницкий, атакованный войсками Ридигера, принужден был перейти границу и сложить оружие перед австрийцами. Произведённый за отличие в этом деле в штабс-капитаны, Семякин затем с 18 по 23 мая участвовал в экспедициях около крепости Замосцья.
7 июня, в сражении при селе Будзиско, войскам Ридигера пришлось вступить в бой с двумя польскими корпусами, Янковского и Ромарино. Семякин находился в авангарде генерала Давыдова и был послан с двумя ротами Полтавского пехотного полка очистить лес от неприятеля, что было выполнено им энергично и быстро, причём он захватил в плен 30 поляков. Наградой ему за это была золотая шпага с надписью «За храбрость». Затем ему была поручена постройка лодок в м. Вольвонице и устройство переправы через реку Вислу при местечке Юзефове, по окончании которой он выстроил мост при местечке Подгурже. Переправясь через реку Висла, войска Ридигера направились к городу Радом, где и расположились на позиции.
8 августа польский партизан Гедройц приблизился к этому городу и в 8 верстах от него, около селения Гржмучина, захватил русский транспорт с овсом. Узнав об этом, генерал Ридигер решил одним ударом положить конец вызывающим действиям Гедройца. С этою целью были высланы против него два отряда. Один из них (2 батальона и 2 эскадрона), под начальством подполковника Булгарова, должен был преследовать партию Гедройца по пятам и, настигнув её — уничтожить, а другой отряд (один батальон) — подполковника Черкасова, получил приказание действовать с тыла и таким образом пресечь возможность прибытия подкреплений к Гедройцу. При отряде Булгарова находился и Семякин. Безостановочно преследуя польского партизана, Булгаров 10 августа настиг его вблизи селения Квятка-Крулевска и уничтожил почти весь его отряд, состоявший из нескольких сот лесных стрелков; сам же Гедройц, вместе с 12 офицерами и 105 нижними чинами, был захвачен в плен. Семякин принимал самое деятельное участие в этом деле и за отличие был награждён орденом Святой Анны 2-й степени. 28 августа польский, генерал Рожицкий произвёл нападение на предмостное укрепление при м. Подгуржи, но был отражён войсками Ридигера. Преследуя Рожицкого, Ридигер настиг арьергард его у Хотцы и Липско и нанёс ему поражение, захватив при этом до 500 человек пленными. Во всех этих делах пришлось участвовать и Семякину. Последней его деятельностью в Польскую войну было устройство переправы на судах при м. Подгуржах.
20 июля 1832 года он был назначен старшим адъютантом в штаб 3-го пехотного корпуса, а в конце года был переведён в штаб 4-го пехотного корпуса. В начале следующего года Семякин был командирован в распоряжение Новороссийского и Бессарабского генерал-губернатора для поручений по части Генерального штаба и в том же году был произведён в капитаны. На новой должности ему пришлось проявить свой ум и развернуть свои блестящие способности в самой разнообразной деятельности. В 1833 г., по высочайшему повелению, он был командирован в Бессарабию для описания островов, лежащих в устье р. Дуная, и для составления проектов: относительно перемещения пограничной стражи с Килийского на Сулинский рукав р. Дуная и относительно разработки соли в бессарабских соляных озёрах. В следующем году ему было поручено составление следующих проектов: об улучшении почтового сообщения в Новороссийском крае и в Бессарабской области, о размежевании Одесского и Тираспольского уездов Херсонской губернии для составления Ананьевского уезда и об определении оброчных статей Бессарабской волости и указания источника по рыбному промыслу в реках Дунае и Днестре, в Чёрном море и в озёрах островов Четали, Алети и Гергиевского. За блестящее исполнение этих поручений Семякин был награждён императорской короной к ордену Святой Анны 2-й степени, причём проекты его удостоились Высочайшего одобрения и впоследствии были приведены в исполнение.
В начале 1835 г. Семякин был переименован в майоры, с зачислением по армии и с назначением дежурным офицером при Новороссийском и Бессарабском генерал-губернаторе. В том же году ему было поручено размежевание Бессарабской области для составления девяти уездов вместо прежних семи. Помимо этой деятельности он ежегодно совершал поездки по рекам Пруту и Дунаю для осмотра пограничной стражи и разбора претензий и для ревизии госпиталей, ордонанс-гаузов и военно-судных комиссий Новороссийского края и Бессарабской области. Произведённый в 1837 г. в подполковники, Семякин 26 октября того же года был командирован в Одессу для заведования карантинным оцеплением, вследствие появления в этом городе чумы, и пробыл в этой командировке четыре месяца. Принимая радикальные меры против распространения этой болезни, он проявил замечательную энергию в этом отношении и, не щадя ни трудов, ни сил, был одним из самых неутомимых деятелей в борьбе с заразой. Труды его были оценены по достоинству, и после прекращения чумы он был награждён арендой на 12 лет, по 750 рублей ежегодно, и особою золотою медалью. 3 декабря 1839 года Семякин был награждён орденом Святого Георгия 4-й степени за беспорочную 25-летнюю службу в офицерских чинах (№ 6031 по списку Григоровича — Степанова), а в следующем году, за отличную службу, был произведён в полковники.
В 1841 году прекращается его восьмилетняя деятельность в Новороссийском крае. Переведённый в Суздальский пехотный полк, с прикомандированием к Образцовому пехотному полку, он вскоре за тем был переведён в Брянский егерский полк, а в 1843 г. был назначен командиром этого полка и командовал им шесть лет. В продолжение этого времени он довёл вверенный ему полк до блестящего состояния, за что неоднократно получал Высочайшее благоволение и был награждён орденом Святого Владимира 3-й степени.
Венгерская кампания 1849 года доставила Семякину почётную известность в рядах армии, как одного из храбрейших войсковых начальников. Брянский егерский полк был назначен в состав сводной дивизии генерала Панютина, предназначенной для совместного действия с австрийской армией. 9 июня произошло сражение при деревне Перед. Ещё до атаки д. Киралирева командовавший союзными войсками австрийский генерал Фольгемут приказал генералу Герцингеру направить часть Брянского полка для подкрепления правого фланга союзных войск. Получив приказание, полковник Семякин с первыми тремя батальонами вверенного ему полка и с 6 орудиями лёгкой № 7 батареи немедленно двинулся в тыл неприятелю, атаковавшему австрийцев. Венгерцы, расположенные в лесу, находившемся с левой стороны деревни, заметив движение брянцев, выставили против них орудия и открыли сильный огонь, причём нанесли большой урон, главным образом, 2-му батальону полка. Несмотря на это неприятель был опрокинут и отступил под прикрытием своей кавалерии, которая начала производить сильные и непрерывные атаки на наступавших брянцев, но встреченная метким огнём штуцерников этого полка, расположившихся за канавами, понесла большую потерю и принуждена была отступить. В то же время австрийская бригада Тейсинга, с 4-м батальоном Брянского полка, заняла деревню Киралирев, после чего генерал Герцингер отослал этот батальон, с шестью орудиями, на присоединение к полку. Заметив удаление брянцев, венгерцы возобновили атаки на Киралирев и, несмотря на упорное сопротивление, выбили австрийцев из деревни и заставили их отступить за речку Фекетевич. Ввиду критического положения австрийцев на помощь к ним немедленно же был отправлен весь Брянский полк с батареею, и деревня Киралирев была снова занята нами. Таким образом в сражении при д. Перед на долю Брянского полка, с его лихим командиром, выпала завидная честь два раза выручить союзников из опасного положения. Заслуги Семякина были оценены, и за это сражение он был произведён в генерал-майоры, а австрийский император пожаловал ему командорский крест ордена Святого Леопольда 2-й степени. Подвигаясь далее, по направлению к Сегеду, сводная дивизия 20 и 29 июня участвовала в сражении при крепости Коморн, и Семякин за отличие, оказанное им в этом сражении, был награждён орденом Святого Станислава 1-й степени. Затем ему пришлось принять участие 22 и 24 июля в сражениях при Сегеде, а 28 июля при крепости Темешваре, за что он и был награждён Высочайшим благоволением. 9 августа 1849 г. Семякин был произведён в генерал-майоры. По окончании Венгерской кампании он был назначен командиром 2-й бригады 6-й пехотной дивизии. Через год Семякин был уволен от службы за ложное представление к награде офицеров, в действительности не участвовавших в боевых действиях в Венгрии.
Восточная война вызвала его вновь на поприще боевой деятельности. 16 июня 1853 г. он был определён на службу, с зачислением по армии, и состоял при командующем войсками 3, 4 и 5-го армейских корпусов генерал-адъютанте князе Горчакове. Затем он был командирован в селение Ольтеница, в распоряжение командира 4-го армейского корпуса, генерала П. А. Данненберга. Здесь ему пришлось участвовать 23 октября в сражении с турками при этом селении, причём он был награждён Высочайшим благоволением. Участвуя затем во всех движениях и действиях Маловалахского отряда, 2 февраля следующего года Семякин был назначен командиром 1-й бригады 12-й пехотной дивизии, состоявшей из храбрых и испытанных в боях полков Азовского и Днепровского.
10 сентября 12 пехотная дивизия была направлена форсированным маршем из Бессарабии в Крым, на помощь храбрым севастопольцам. 4 октября эта дивизия прибыла на позицию в село Чоргун. С целью отвлечь неприятельские войска от Севастополя и ослабить бомбардирование этого города, князь Меншиков решил атаковать г. Балаклаву, занятую англичанами и турками. Подступы к этому городу были защищены двойным рядом укреплений, вооружённых большим числом крепостных орудий. Гарнизон укреплений составляли: 3350 англичан и 1000 турок. 6 и 7 октября были произведены генерал-майором Семякиным рекогносцировки неприятельской позиции, а 11 числа был составлен, под общим начальством генерал-лейтенанта Липранди, чоргунский отряд, предназначенный для штурма редутов. Общая сила отряда простиралась до 16000 человек, причём он был разделён на три колонны. Семякину была вверена средняя колонна, получившая назначение овладеть кадыкиойскими высотами, на которых был расположен неприятельский лагерь. Эта колонна была разделена на два эшелона; левый эшелон, под непосредственным начальством самого Семякина, состоял из 5 1/4 батальонов и 10 орудий (весь Азовский полк, один батальон Днепровского полка, одна рота 4-го стрелкового батальона и две батареи 12-й артиллерийской бригады), а правый эшелон (генерал-майора Левуцкого) состоял из 3 батальонов и 8 орудий. Нападение решено было произвести 13 октября.
В пять часов утра началось Балаклавское сражение, чоргунский отряд двинулся к Балаклаве. Подойдя к кадыкиойским высотам, генерал-майор Левуцкий выдвинул вперёд свои орудия и открыл огонь по неприятельским редутам. Вслед за тем, прикрываясь артиллерийским огнём и цепью штуцерных, быстро выдвинулся на позицию Семякин с вверенным ему эшелоном и расположился левее войск генерала Левуцкого. Продолжая безостановочное наступление и подойдя к высоте, где находился редут № 1, он повёл в атаку азовцев. Несмотря на упорную защиту турок, редут был взят и трофеями победителей были: лагерь, знамя и три орудия. При атаке редута Семякин был сильно контужен ядром в левую височную часть головы, последствием чего осталась глухота на левое ухо. Для облегчения головной боли, происходившей от этой контузии, Государь Император разрешил ему носить, вместо каски, фуражку. За геройский подвиг, совершённый в сражении под Балаклавой, Семякину 28 декабря 1854 года был пожалован орден Святого Георгия 3-й степени № 487
В воздаяние отличнаго мужества и храбрости, оказанных в деле 13 октября при занятии неприятельских редутов на высотах, образующих Кадыкиокскую долину, где, командуя 1 бригадой 12 пехотной дивизии, лично вел на штурм Азовский пехотный полк.
Вскоре после кадыкиойского дела он был назначен начальником штаба севастопольского гарнизона и со 2 ноября началась его славная севастопольская служба. Перечисление всех дел, в которых он участвовал, во время геройской обороны этого города, заняло бы слишком много места, и поэтому будем останавливаться лишь на наиболее важных моментах его боевой деятельности. Достаточно сказать, что Семякин пробыл в Севастополе девять месяцев и двадцать пять дней, то есть почти все время осады. Имя его неразрывно связано с защитой этого города, и он является одним из доблестных вождей в тяжёлую годину севастопольской обороны. Он поместил на 5-м бастионе двух своих старших сыновей: Константина и Романа, юношей 18 и 16 лет, которые пробыли на бастионе всю осаду и за храбрость были награждены знаками отличия военного ордена. 20 апреля 1855 г. Семякин был назначен начальником 1-го отделения оборонительной линии Севастополя и пробыл на этом посту два месяца. С этого времени начинается его непрерывная служба на бастионах и батареях.
15 июня 1855 г., за боевое отличие, Семякин был произведён в генерал-лейтенанты с утверждением в должности начальника 10-й пехотной дивизии. Последней он командовал с 28 мая, а 23 июня его назначили начальником войск на городской стороне (1-е и 2-е отделения оборонительной линии Севастополя). Семякину, таким образом, была вверена оборона одной из самых важных частей города, и он блестящим образом выполнил до конца возложенные на него многотрудные обязанности. Рискуя ежеминутно жизнью, невозмутимо и молчаливо обходил он ежедневно бастионы и батареи и личным примером поселял в солдатах безграничное доверие к себе.
Наступило 27 августа 1855 г., день, в который была испита севастопольским гарнизоном последняя, кровавая чаша. К этому времени на городской стороне, под начальством генерал-лейтенанта Семякина, были расположены 40 батальонов и 16 запряжённых полевых орудий, всего 17200 человек. При первом известии о штурме Корабельной стороны, начальник 1-го отделения, генерал-майор Хрущёв, поставил вверенные ему войска по банкетам, запретив солдатам высовываться из-за бруствера, чтобы замаскировать от неприятеля полнейшую готовность к отражению штурма. Орудия зарядили картечью и резервы были приближены. Батальоны Минского полка, расположенные за Чесменским редутом, были введены в редут и поставлены в тылу 5-го бастиона; батальону Углицкого полка, занимавшему Ростиславский редут, приказано быть готовым к следованию на 5-й бастион при первом же требовании; Вологодский полк, находившийся на Морской улице, был придвинут к Ростиславскому редуту, для того, чтобы он мог сменить батальон Углицкого полка. В это время несколько неприятельских канонерских лодок отделились от флота и, подойдя к рейду, начали обстреливать город и мост. Им отвечали береговые батареи. Осадные же батареи огня не возобновляли, и в неприятельских траншеях против 1-го отделения царствовала полнейшая тишина; только иногда из передовых сап показывались войска, но по ним немедленно открывали сильный картечный огонь, и они опять скрывались в траншеях. В таком томительном ожидании штурма прошло около часа. Предполагая, что и теперь, как 6 июня, неприятель перед городской стороной ограничится лишь одною демонстрацией, генерал Семякин разрешил половинному числу людей сойти с банкетов и платформ, но, вместе с тем, приказал им быть в полной готовности к бою. Наконец, около 2 часов пополудни французы начали штурм редута Шварца и люнета Белкина. Французы атаковали эти укрепления тринадцатью батальонами (4300 чел.). К 4 часам пополудни приступ был отбит на всех пунктах 1-го отделения и французы принуждены были скрыться в свои траншеи. Затем осадные батареи возобновили сильный огонь и поддерживали его до вечера. При отражении штурма на 5-й бастион и смежные с ним укрепления у французов выбыло из строя более 2000 человек, причём 10 офицеров и 150 нижних чинов были захвачены нами в плен. Наша потеря состояла из 1579 человек, выбывших из строя. Во все время боя Семякин находился на 5-м бастионе, наблюдая оттуда за ходом дела и, благодаря его храбрости и распорядительности, штурм был отбит на всех пунктах городской стороны. За отражение штурма 27 августа ему была пожалована аренда на двенадцать лет по 1500 рублей ежегодно.
После окончания Крымской войны, Семякин командовал 4-м армейским корпусом, постоянно получая Высочайшее благоволение за исправность вверенных ему войск. За отличие по службе он получил следующие награды: орден Святой Анны 1-й степени с мечами над орденом (1858 г.); увеличение аренды, пожалованной за отбитие Севастопольского штурма, до 2500 рублей ежегодно (1859 г.); орден Святого Владимира 2-й степени с мечами над орденом (1861 г.). В 1862 г. Семякин был зачислен в списки Брянского пехотного генерал-адъютанта князя Горчакова полка. В конце того же года, по распоряжению военного министра, он был командирован в Высочайше учреждённые комитеты для рассмотрения замечаний на проект положения о взысканиях по правилам военной дисциплины и в комитет организации войск. 13 января 1863 г. Семякин был назначен помощником командующего войсками Киевского военного округа. Здесь, на первых же порах, ему пришлось принять деятельное участие в подавлении Польского восстания. Причём, с 6 июля по 4 сентября он командовал Кременецким отрядом и водворил полное спокойствие в районе Киевского округа и в смежных местностях. Наградой ему за труды был орден Белого орла (1864 г.). В начале 1865 года он был назначен командующим войсками Казанского военного округа. 27 марта 1866 г. Семякин был произведён в генералы от инфантерии.
Скончался 4 февраля 1867 года шестидесяти пяти лет от роду. Похоронен на кладбище казанского Спасо-Преображенского монастыря.

## Награды
- Орден Святой Анны 3-й степени с бантом (1830)
- Орден Святого Владимира 4-й степени с бантом (07.09.1831)
- Золотая шпага с надписью «За храбрость» (21.09.1832)
- Орден Святой Анны 2-й степени (21.09.1832)
- Знак отличия за военное достоинство 4-й степени (1833)
- Императорская корона к ордену Святой Анны 2-й степени (30.09.1834)
- Орден Святого Георгия 4-й степени (03.12.1839)
- Орден Святого Владимира 3-й степени (22.06.1846)
- Орден Святого Станислава 1-й степени за отличие в Венгерском походе (20.08.1849)
- Орден Святого Георгия 3-й степени за отличие в Балаклавском сражении (28.12.1854)
- Орден Святой Анны 1-й степени с мечами (1858)
- Орден Святого Владимира 2-й степени с мечами (1861)
- Орден Белого орла (1864)

Иностранные:
- Австрийский орден Леопольда 2-й степени (1849)

## Семья
Жена — Елена Константиновна Катакази (1814—05.02.1867), дочь бессарабского гражданского губернатора К. А. Катакази (1775—1826); выпускница Смольного института. По словам родственника, их брак был самым счастливым, супруги нежно любили друг друга. Умерла в Казани на следующий день после смерти мужа. Похоронена на кладбище Спасо-Преображенского монастыря. Из пяти их сыновей — ни один не оставил мужского потомства. Из них:
- Константин (1836—1888), полковник, женат на княжне Наталье Александровне Хованской (1843—1892), дочери князя А. С. Хованского.
- Роман (183? —1875), женат на двоюродной сестре своей матери, дочери дипломата Катакази, Анне Гавриловне (1843—1874). После смерти жены он лишился рассудка и вскоре умер.
- Александр (1843—?), выпускник Пажеского корпуса, поручик.
- Михаил (1847—1902), генерал-майор.